# Блажек, Франтишек
Фра́нтишек Бла́жек (чеш. František Blažek; 21 декабря 1814, Вележице близ города Новый Быджов — 13 января 1900, Прага) — чешский органист и музыкальный педагог.

## Биография
Наиболее известен как профессор Пражской органной школы (с 1838 г. и до 1890 г., когда школа вошла в состав Пражской консерватории, где Блажек продолжил преподавать до 1895 г.). Среди учеников Блажека были Антонин Дворжак, Леош Яначек, Эдуард Направник, Йозеф Богуслав Фёрстер и другие виднейшие чешские музыканты рубежа XIX—XX веков. Автор учебника «Теоретическое и практическое изучение гармонии в школе и дома» (чеш. Theoreticko-praktická nauka o harmonii pro školu a dům; 1866). Занимал также пост секретаря Чешского общества церковной музыки.
Похоронен на Ольшанском кладбище в Праге.